# Lago Großer Varchentiner
El lago Großer Varchentiner (en alemán: Großer Varchentinersee) es un lago situado en el distrito de Llanura Lacustre Mecklemburguesa, en el estado de Mecklemburgo-Pomerania Occidental (Alemania), a una altitud de 34.1 metros; tiene un área de 181 hectáreas.